# Пруга узаног колосека
Пруга уског колосека је један од три типа железничке пруге (узани, нормални и широки колосек). Пруга нормалног колосека је ширине 1,435 метара. Све што је мање спада у пругу уског колосека.
У свету је некада постојало 30 типова пругâ уског колосека, од 0,381 до 1,397 метара. На пругама бивше Југославије пруге уског колосека су имале распон од 0,435 до 1 метара. Најчешће су коришћене пруге ширине 0,76 метара.
За трамвајске пруге, по стандардима, допуштене су ширине 0,5 м, 0,6 м, 0,75 м и 0,9 метара.
Прве пруге од 0,76 метара на простору бивше Југославије су изградили Аустријанци 1878. у Босни, па је пруга те ширине названа босанска ширина. Касније су пруге тог типа грађене и у Србији.
Те пруге су се делиле по следећим наменама:
- Пруге за јавни саобраћај
- војне или пољске пруге
- индустријске
- шумске
- градилишне
- рудничке
- јамске

## Прва железничка пруга (уског колосека) у Србији
Након што је Србија на Берлинском конгресу 1878. добила независност, споразумом се обавезала да ће у скорије време направити и своју железничку пругу.
Прва железничка пруга у историји српских железница је била пруга узаног колосека, ширине 0,6 метара. Изграђена је 1882, две године пре завршетка нормалне пруге Београд-Ниш и коришћена је за потребе рудника Мајданпек. За потребе овог колосека направљена је и прва локомотива у Србији и на Балкану.
Прва свечана вожња је била у јуну 1882. Локомотива је била окићена српским тробојкама и на првом путу прешла је 5 километара да би се затим вратила у Мајданпек.